# Fa-lun-kung

Symbolem hnutí Fa-lun-kung je takzvané „kolo zákona“, které se skládá z pěti svastik (symbolů buddhy z náboženství buddhismu), a čtyř monád (znaků jin-jang symbolů ze školy taoismu)

Fa-lun-kung (čínsky pchin-jinem Fǎlún Gōng, znaky zjednodušené 法轮功, tradiční 法輪功, anglický přepis: Falun Gong), neboli Fa-lun Ta-fa (čínsky pchin-jinem Fǎlún Dàfǎ, znaky zjednodušené 法轮大法, tradiční 法輪大法), je duchovní hnutí, které roku 1992 založil Li Chung-č' (Li Hongzhi).
Fa-lun Kung (také známý jako Falun Gong) je duchovní praxe pocházející z Číny, která kombinuje meditační a čchi-kungová cvičení s morálním učením založeným na principech pravdivosti, soucitu a snášenlivosti. Praxe klade důraz na morální kultivaci a pěstování ctnosti. Bývá řazena mezi čchi-kungové systémy buddhistické školy, ačkoliv zahrnuje i prvky taoistické tradice. Morálním zdokonalováním a prováděním cvičení se praktikující Fa-lun Kungu snaží odstranit připoutanosti a nakonec dosáhnout duchovní moudrosti.             
Struktura a organizace
Fa-lun Kung nemá formální členství, hierarchii, rituály ani nepřijímá finanční příspěvky. Praktikující se řídí vlastní interpretací učení, zejména na základě studia základních textů pana Li Hongzhiho, jako je kniha „Zhuan Falun“ . Účast na cvičeních nebo studijních skupinách je dobrovolná a otevřená komukoliv.
Etika a hodnoty
Učení klade důraz na mravní čistotu, sebekázeň a tradiční hodnoty. Hlásí se ke konzervativnímu pojetí mezilidských vztahů, včetně sexuální etiky. Stoupenci praxe deklarují, že „nehodnotí druhé na základě jejich rasy, národa, sexuální orientace a svou etiku nikomu nevnucují.“
Zdravotní přínosy
Mnoho následovníků uvádí, že pravidelné cvičení a duchovní praxe vedly ke zlepšení jejich fyzického i duševního zdraví. Existují studie a zprávy, které tyto účinky podporují, nicméně vědecké hodnocení účinnosti je omezené a může se lišit v závislosti na metodologii výzkumu. Zdroj: https://manifold.counseling.org/system/resource/3/7/3/37322172-ea30-4ccd-b01e-24f4224f83f0/attachment/bdfc1728122e0981c09837585d8ee0ea.pdf zdroj: https://www.amazon.com/Mindful-Practice-Falun-Gong-Meditation/dp/0997228105
Hnutí je známé svojí kritikou Komunistické strany Číny a podporou tradičních hodnot, které vycházejí z jeho duchovní filozofie. Některé jeho postoje, například odmítání evoluční teorie, nesouhlas s homosexualitou a feminismem či rezervovaný postoj k moderní medicíně, bývají označovány za konzervativní až ultrakonzervativní. [12][13]

Fa-lun-kung je rovněž spojován s mediální skupinou The Epoch Times, která vznikla z iniciativy příznivců tohoto hnutí. Tento deník se profiluje jako protikomunistický a v některých zemích, zejména ve Spojených státech, si získal pozornost šířením kontroverzních názorů, včetně konspiračních teorií jako QAnon, kritiky vakcín či podpory Donalda Trumpa. V Evropě bylo médium kritizováno za podporu některých krajně pravicových politiků, zejména ve Francii a Německu.

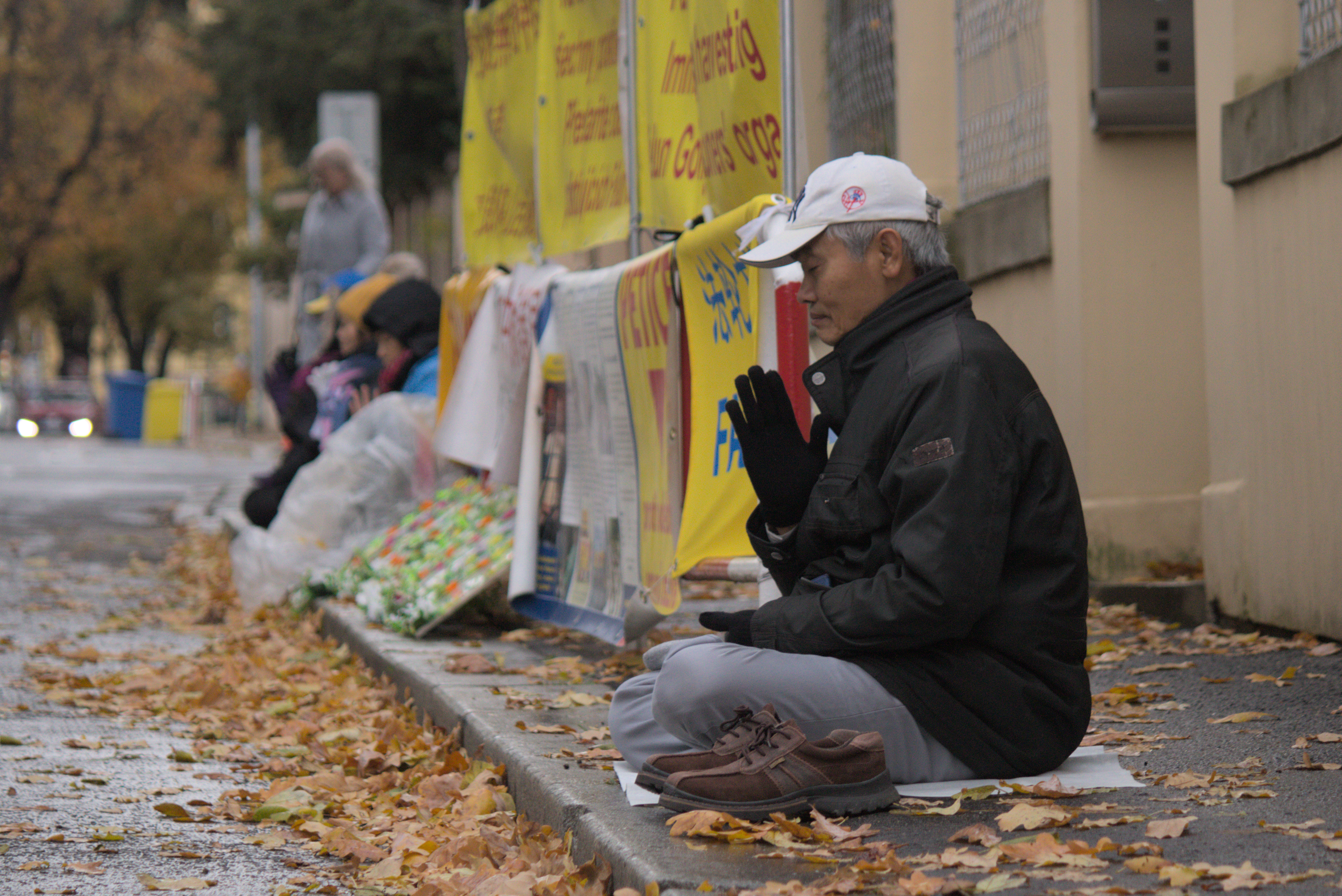
Protest Fa-lun-kung před ambasádou Číny v Praze

## Začátky hnutí v Číně
Zakladatel hnutí Li Chung-č' se narodil 13. května 1951. Podle čínského režimu, který hnutí Fa-lun-kung pronásleduje od roku 1999, své datum narození zfalšoval, údajně proto, že je přisuzováno narození Gautama Buddhy. (Přesné datum narození Gautama Buddhy však není známo.) Na svých přednáškách Li Chung-č' prohlášení čínského režimu označil jako „pomluvu“ a prohlásil: „Nikdy jsem neřekl, že jsem Šákjamuni. Jsem jen obyčejný člověk.“ Dále o sobě říká, že byl ve svém mládí vyučován několika mistry škol buddhismu a taoismu, kterým také přisuzuje mystické schopnosti. Od roku 1984, údajně společně se svými učiteli, začal vytvářet metodu pro zušlechťování těla a mysli, kterou po dokončení všech příprav v roce 1989 nazval Fa-lun-kung. Li Chung-č' zaregistroval Fa-lun-kung u vládní Asociace pro výzkum čchi-kungu. Veřejnosti byla tato čchi-kungová metoda poprvé představena roku 1992 v severozápadní Číně ve městě Čchang-čchun samotným zakladatelem „mistrem“ Li.
Od roku 1992 do roku 1994 pořádal Li na pozvání místních čchi-kungových asociací 56 seminářů po celé Číně, kde vysvětloval principy metody a vyučoval cvičení. Životopis zakladatele, historie příprav na veřejné představení jeho metody, přehled seminářů, jež vedl v Číně a v Evropě, ocenění a uznání od vlád v době šíření Fa-lun-kungu a další témata jsou shrnuty v Kronice hlavních historických událostí v době představování Fa-lun-kung na veřejnosti, která je dílem jeho příznivců.
Zakladatel Fa-lun-kungu zakázal vybírat poplatky za výuku cvičení, literatura je bezplatně ke stažení na webových stránkách, účast na cvičeních a kultivaci musí být podle něho pouze dobrovolná.

## Meditační praxe a zušlechťování charakteru

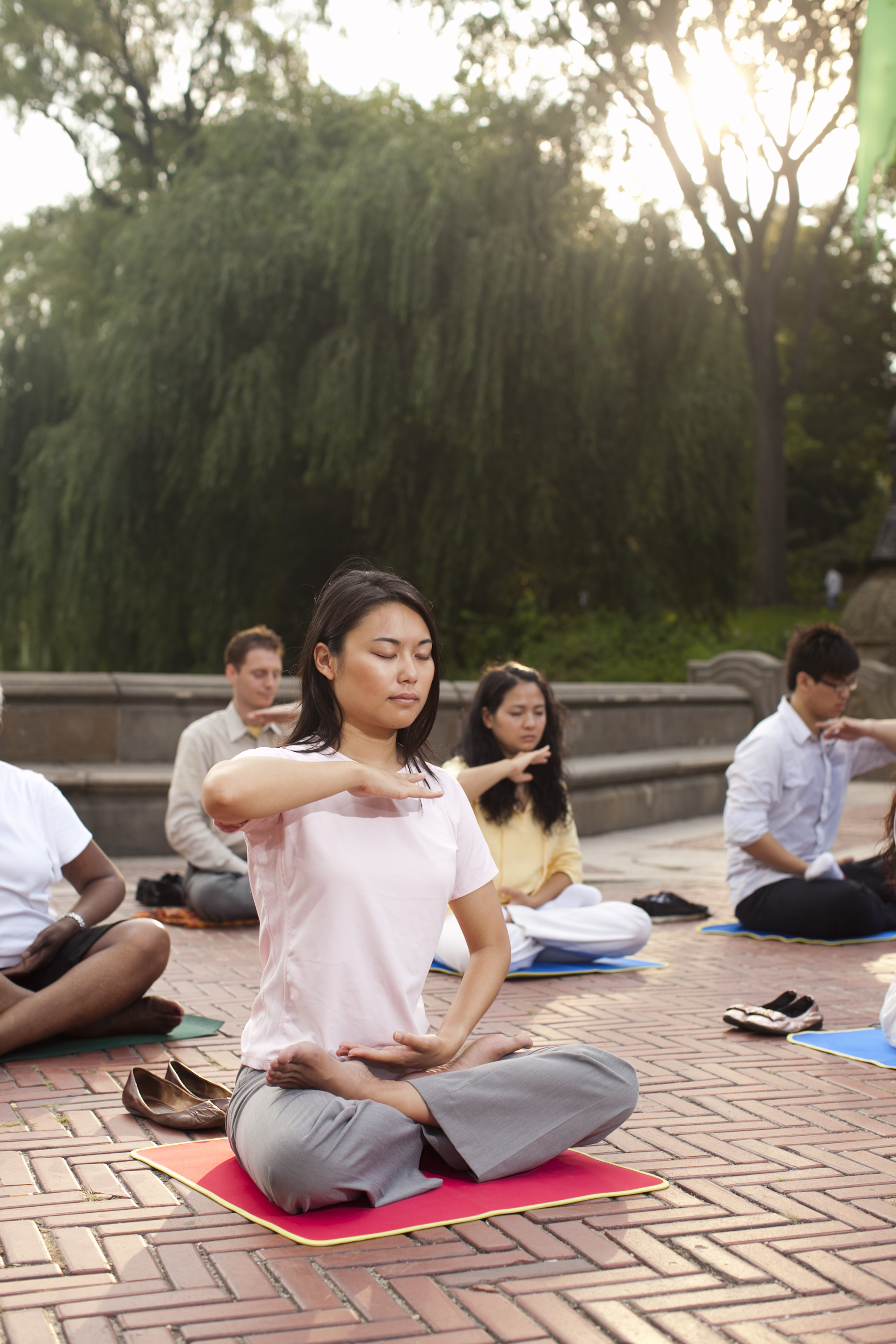
Páté cvičení Fa-lun-kungu, Zesilování božských sil, Manhattan, New York, 2011.

Fa-lun-kung se řadí mezi takzvaný čchi-kung, zahrnuje pět meditativních cvičení (čtyři se vykonávají ve stoje, jedno v lotosovém sedu). Zakladatel Fa-lun-kungu ve svých přednáškách zdůrazňuje důležitost zlepšování charakteru člověka a jeho přizpůsobení se principům Čen (pravda, pravdivost, pravdomluvnost, upřímnost), Šan (soucit, dobrota, laskavost), Žen (snášenlivost, tolerance, vytrvalost, odvaha) shrnutých v knihách Falun Gong a Zhuan Falun.
Fa-lun-kung má být podle zakladatele metody způsobem nebo návodem, jak zušlechťovat tělo a mysl, dosáhnout dlouhého života a vysoce morálního charakteru pomocí provádění cvičení a dodržování zásad pravdivosti, soucitu a snášenlivosti.

## Lidé věnující se Fa-lun-kungu
Fa-lun-kungu se věnují lidé v mnoha zemích světa[zdroj⁠?!]. Poměrně populární[zdroj⁠?!] je v Asii a Severní Americe, nezanedbatelná je i jeho přítomnost v některých zemích Evropy. Fa-lun-kung se cvičí i v ČR, kde je několik desítek jeho příznivců.
Celkový počet lidí, kteří praktikují Fa-lun-kung, není přesně znám. Protože neexistuje členství a neexistují žádné jmenné seznamy praktikujících, není možné přesně určit, kolik je ve skutečnosti ve světě lidí, kteří se Fa-lun-kungu věnují. Podle článku otištěném v New York Times 11. července 1999 toto cvičení praktikuje dle odhadů čínské vlády asi 20–60 milionů lidí. Podle Světové encyklopedie (2002) (World Book Encyclopedia) praktikují Fa-lun-kung miliony lídí v mnoha zemích. Fa-lun-kung na svých stránkách uvádí číslo 100 milionů následovníků, z nichž má asi 70 mil. žít na území Číny. Některé odhady udávají čtyři, jiné jeden milión praktikujících po celém světě v roce 2004. V roce 2014 byla vydána kniha investigativního novináře Ethana Gutmanna, v níž mimo jiné zachycuje výpovědi bývalého zaměstnance čínského vládního Úřadu 610, který podle něho oficiálně operoval s číslem 70 milionů následovníků Fa-lun-kungu na území Číny.
Odhady nejsou sjednocené a liší se podle použitých přístupů k zjišťování konkrétního reálného počtu praktikujících.

### Osobnosti

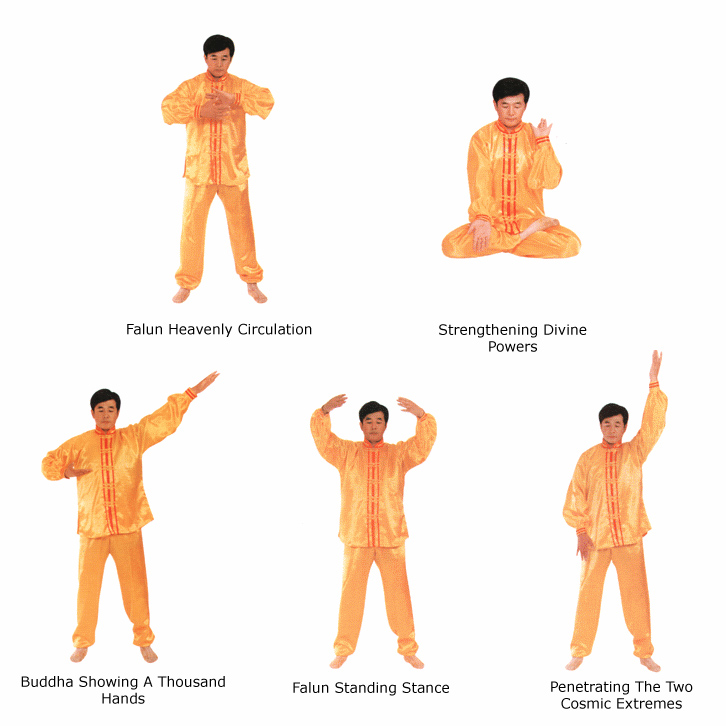
Pět cvičení metody Fa-lun-kung.

Mezi známé osobnosti praktikující Fa-lun-kung patří např. mistři bojových umění Li Youfu a Longfei Yang; indická supermodelka Pooja Mor; Miss Kanada 2015 Anastasia Lin; držitel ocenění Via Bona 2012; za dobročinnou práci v Africe Ondřej Horecký; olympijský medailista z Litvy Martin Rubenis, který získal stříbrnou medaili na olympijských hrách v roce 2006; kanadská miliardářka Sun Qian, spoluzakladatelka pekingské biochemické společnosti Leadman; autorka knižního bestselleru „Svědek historie“ Jenifer Čeng; čínský tenorista Guimin Guan; malíř a sochař Kunlun Zhang; bubeník Sterling Campbell, který hrál v kapele Davida Bowieho; komiksový kreslíř Haibo Wang; členové evropského pěveckého sboru Coming for you založeného příznivci Fa-lun-kungu; altistka Yang Jiansheng, umělci newyorského souboru Shen Yun Performing Arts, jehož domovskou scénou je proslulé Lincolnovo kulturní centrum.

## Ocenění
Zakladatel Fa-lun-kungu a jeho metoda získaly do dubna 2001 více než 340 ocenění, proklamací a uznání za mimořádné příspěvky k duševnímu a fyzickému zdraví lidí a ke svobodě víry ve světě, mezi něž patří čestné občanství vydané 12. prosince 2000 v USA státem Georgie a městem Atlanta. 14. března 2001 dala nadace Freedom House zakladateli Fa-lun-kungu ocenění za rozvoj náboženské a duchovní svobody při obřadu v senátu USA. Ve stejném roce byl zařazen jako nevlivnější komunikátor v Asii v žebříčku časopisu Asiaweek „pro jeho sílu inspirovat, mobilizovat lidi a zastrašit Peking“. V roce 2001 byl nominován na Sacharovovu cenu více než 25 členy Evropského parlamentu. V roce 2000 a 2001 byl přes obavy Pekingu nominován na Nobelovu cenu míru. V roce 2013 byl zařazen v žebříčku časopisu Foreign Policy Magazine jako jeden z 500 nejmocnějších lidí světa. Ve stejném roce vyhlásil Sonny Perdue, guvernér státu Georgie, 13. květen jako světový den Falun Dafa v Georgii.

## Názory na Fa-lun-kung

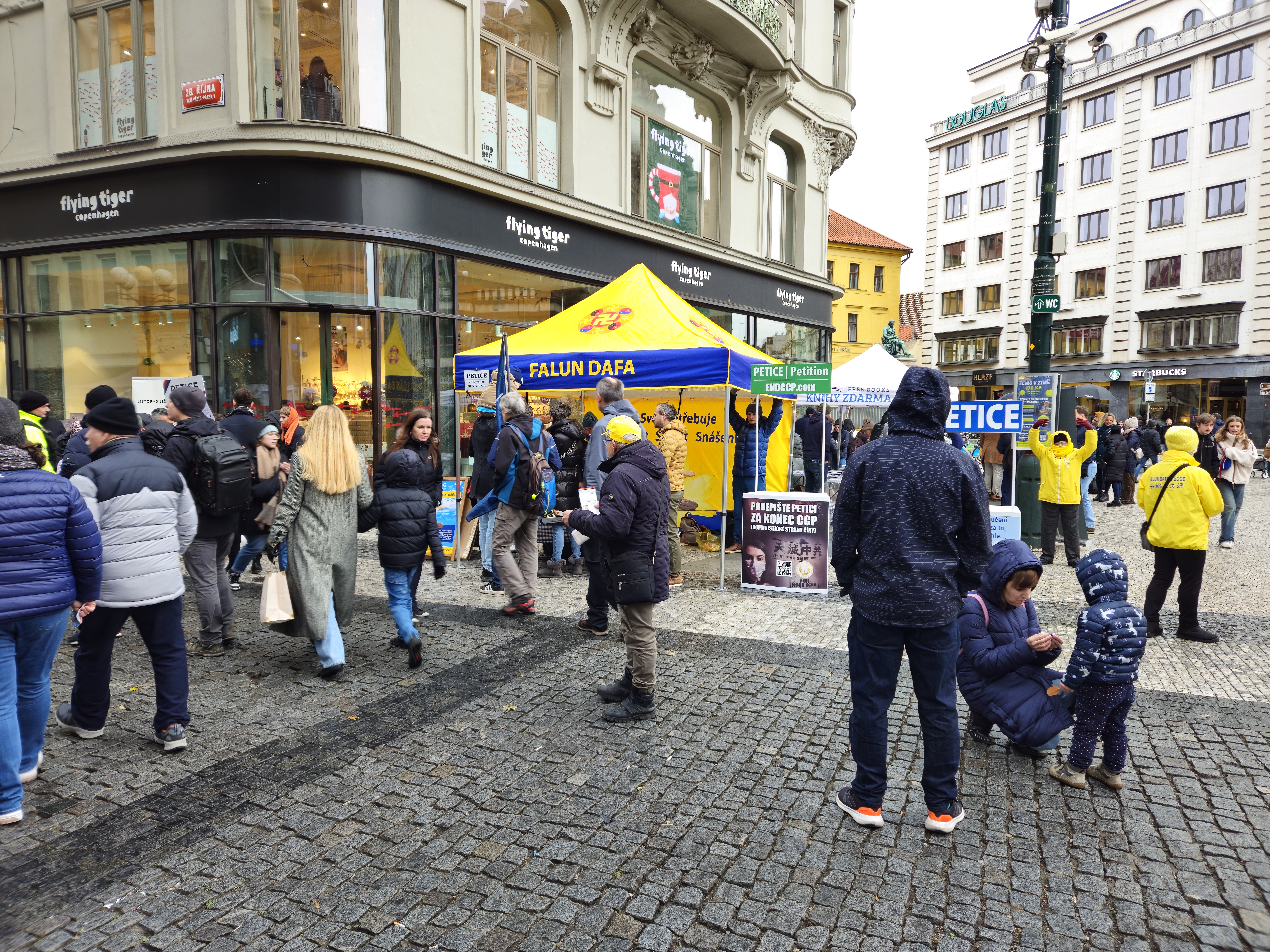
Stánek informující o pronásledování členů Fa-lun-kung (fotografie vznikla v roce 2024, během oslav událostí 17. listopadu).

Religionista Zdeněk Vojtíšek, zakladatel a mluvčí Společnosti pro studium sekt a nových náboženských směrů, označil Fa-lun-kung za nové náboženské hnutí a represe čínské vlády proti němu jako neopodstatněné. Zároveň také uvedl používání názvu „sekta“ čínskou vládou ve spojení s Fa-lun-kungem jako účelové očerňování „přiživované vymyšlenými, anebo alespoň hodně tendenčními historkami“.
Speciální reportér OSN Heiner Bielefeldt v roce 2010 uvedl, že Fa-lun-kung je v Číně čínskými úřady „stigmatizován jako „kult“ a často se setkává se společenskými předsudky, které mohou eskalovat do rozvíjení konspiračních teorií“.
Edward McMillan-Scott, místopředseda Evropského parlamentu, zastává názor, že Fa-lun-kung je duchovní hnutí zahrnující v sobě meditaci a také tradiční čínskou víru, že lidé jsou svázáni s vesmírem přes svého ducha a své tělo. Podle něj vychází mezinárodní judikatura z toho, že „kult“ obsahuje finanční nasazení, odcizení od rodiny, disciplinovanou organizaci, vymývání mozku, asociální chování atd. McMillan-Scott řekl, že při pohledu na tento výčet se ani jediná věc netýká Fa-lun-kungu. Jako všechny čchi-kungové skupiny, má také Fa-lun-kung svého Mistra, v jehož knize byla v roce 1992 tato cvičení zveřejněna. Podle McMillan-Scotta je cena této knihy pro většinu praktikujících Fa-lun-kungu jediným finančním nasazením.
David Ownby, ředitel Centra asijských studií na Montrealské univerzitě a odborník na moderní čínské dějiny, psal o Fa-lun-kungu v dokumentu, který připravil pro Kanadský institut mezinárodních záležitostí. Prohlásil, že na rozdíl od sekt (kultů), za který čínská vláda Fa-lun-kung označila, Fa-lun-kung nemá žádné povinné finanční příspěvky, neuzavírá praktikující do společenství a nevytrhuje je ze světa. Neexistuje postih za opuštění Fa-lun-kungu, praktikující mají svobodu praktikovat tak málo, nebo tak mnoho, jak jim připadá vhodné. Mohou kdykoli začít i skončit. Podle Ownbyho není Li Chung-č', autor knih, kterými se inspirují praktikující Fa-lun-kungu, praktikujícími uctíván ani od nich nepřijímá příspěvky. Je soukromou osobou a s praktikujícími se setkává zřídka. Jeho rady praktikujícím jsou veřejně dostupnou informací, jde o přednášky z konferencí a publikované knihy. Podle něj je to, že čínská vláda dala Fa-lun-kungu nálepku „zlý kult“, pouze jednou ze součástí represe proti Fa-lun-kungu a záminkou pro tuto represi a také pro hanobení, podněcování nenávisti, odosobňování, izolování a odlidšťování Fa-lun-kungu. Ale tato nálepka podle něj nevysvětluje vznik represí. Ownby také říká, že nálepku „zlý kult“ vytvořil čínský režim jako nástroj represe, ale není její příčinou.

Někteří odborníci na sektářství z USA, kam se značné množství praktikujících včetně zakladatele Fa-lun-kungu uchýlilo před perzekucí, uvažují o Fa-lun-kungu jako o sektě. Jedním z důvodů např. je, že Li Chung-č' nazývá ty, kteří nepraktikují kultivaci, pojmenováním „běžní lidé“ a stejně jako křesťané, buddhisté a taoisté hovoří o nadpřirozených schopnostech. O nadpřirozených schopnostech mluvil stejně tak zakladatel buddhismu v Indii (Šákjamuni nebo Sidhartha), nebo taoističtí mistři v Číně, či křesťané nebo západní školy magie, a také někteří lidé z vědeckých kruhů, ti ovšem označení „sekta“ unikli. Metoda Fa-lun-kung obsahuje podobná vysvětlení lidské intuice a schopností předvídání, vidění minulosti a mnohých dalších „nadpřirozených“ schopností.
Podle zprávy ministerstva zahraničí USA z roku 2005 o mezinárodní náboženské svobodě spojuje Fa-lun-kung aspekty taoismu, buddhismu a meditačních technik a fyzických cvičení čchi-kungu, tradiční čínské cvičební disciplíny s učením zakladatele Li Chung-č'iho. Navzdory duchovnímu obsahu části tohoto učení, se Fa-lun-kung nepovažuje za náboženství, nemá duchovenstvo ani místa k uctívání.
Lidé, kteří se Fa-lun-kungu věnují, nebo jiní, kteří k němu směřovali svůj výzkum, poukazují na skutečnost, že samotný Mistr ani praktikující Falun Dafa nemají za cíl vyčleňovat se ze společnosti, nebo jí škodit či jinak rozkládat (čímž se vyznačují právě zmiňované sekty), což potvrzují vlády ve všech zemích, kde lidé meditační praxi Fa-lun-kung praktikují. Zakladatel metody Li Chung-č' v přednáškách zdůrazňuje, že podstatou Fa-lun-kungu je osobní zlepšování a dosažení osobního „dovršení“ nebo „spasení“ a také nezištná pomoc ostatním. Přizpůsobení se společnosti a nezasahování do principů společnosti vyžaduje, rovněž kvůli zachovávání stavu běžné lidské společnosti.
České stránky Asociace Falun Gong ČR uvádějí názor, že předseda komunistické strany „Ťiang Ce-min použil nálepku sekta, aby z obětí učinil pachatele, vymýtil veřejnou sympatii s Falun Gongem a zpětně ospravedlnil zatýkání desítek tisíc nevinných občanů“.

## Pronásledování hnutí v Číně

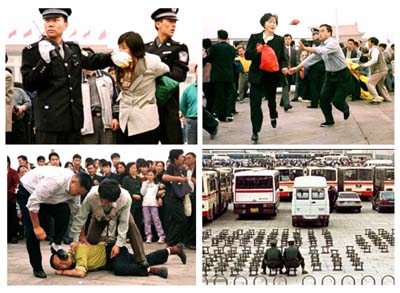
Zatýkání lidí praktikujících Fa-lun-kung na Náměstí nebeského klidu v Pekingu.

Na konci 90. let 20. století začaly čínské státní orgány omezovat aktivity spojené s metodou Fa-lun-kung. Jedna z verzí je, že pro ateistický komunistický režim bylo nepohodlné, že se k němu hlásí velké množství lidí, včetně vysokých státních úředníků a členů politbyra.

V době, kdy Fa-lun-kung upadal v nelibost čínských úřadů, ale ještě předtím, než byl zakázán, se jeho zakladatel přestěhoval do Spojených států.
Počet příznivců Fa-lun-kungu se i tak nadále zvyšoval a vláda bývalého čínského prezidenta Ťiang Ce-mina odhadovala v roce 1999 počet stoupenců na 70 milionů. Ten rok byl počet členů komunistické strany stanoven na 60 milionů. Než byl Fa-lun-kung v červenci 1999 zakázán, jeho příznivci se pravidelně scházeli ke společnému cvičení po celé Číně. V samotném Pekingu bylo údajně více než 2000 takových cvičebních míst. Komunistická strana publikovala v dubnu roku 1999 článek v časopise Věda a technologie pro mládež, v němž označila Fa-lun-kung za pověru a hrozbu pro zdraví, protože praktikující by měli i u vážných nemocí odmítat lékařské ošetření. Přibližně 5000 stoupenců Fa-lun-kungu následně proti obsahu článku demonstrovalo před redakcí časopisu v Tianjinu. Výsledkem bylo zatýkaní a bití účastníků demonstrace ze strany čínské policie. O incidentu později hovořil novinář a spisovatel Ethan Gutmann na tiskové konferenci v Evropském parlamentu, jako o připravené provokaci čínské vlády, která měla záměrně vyvolat protesty na straně Fa-lun-kungu. Kvůli těmto zatčením přišlo 25. dubna 1999 k vládnímu Úřadu pro odvolání 10 až 15 tisíc praktikujících Fa-lun-kungu, tito lidé se odpoledne shromáždili před úřadem, ale bylo jich takové množství, že je policie směřovala do okolních ulic okolo sídla Čínské komunistické strany v Čung-nan-chaj vedle Zakázaného města v Pekingu, kde zůstali do pozdního večera. Shromáždění bylo poklidné, účastníci nedrželi žádné transparenty ani plakáty. Prezident Ťiang Ce-min byl přítomností těchto apelujících údajně znepokojen. Ideologická nadvláda komunistické strany byla podle jeho názoru ohrožena. Ethan Gutmann uvedl, že ve skutečnosti byl již zákaz Fa-lun-gongu naplánován ještě před protestem, který byl vyprovokovaný a měl sloužit jako záminka pro chystaný zákaz.
Následně čínská vláda Fa-lun-kung zavrhla a postavila ho 20. července 1999 mimo zákon. V současné době je jakákoliv forma podpory nebo praktikování metody Fa-lun-kung v Číně hodnocena jako trestný čin, avšak bez opodstatnění v zákonech, či ústavě, neboť Fa-lun-kung žádné neporušuje. Lidé, kteří se praxi věnují nebo se zastávají pronásledovaných, nebo protestují proti pronásledování, představují významný podíl mezi tamními vězni svědomí. Existují svědectví o tom, že je s nimi zacházeno s krutostí a podle některých zdrojů jsou využíváni jako nedobrovolní dárci orgánů. Vlády, mezinárodní lidsko-právní organizace a vědci považují pronásledování členů Fa-lun-kungu v Číně za neopodstatněné a nezákonné porušování lidských práv. Amnesty International je přesvědčena, že pronásledování je politicky motivované omezení základních svobod. Právníci, kteří přijali právní obhajobu následovníků Fa-lun-kungu, často čelí nátlaku čínských úřadů, fyzickému napadání policejních orgánů nebo věznění.

### Obvinění z odebírání orgánů

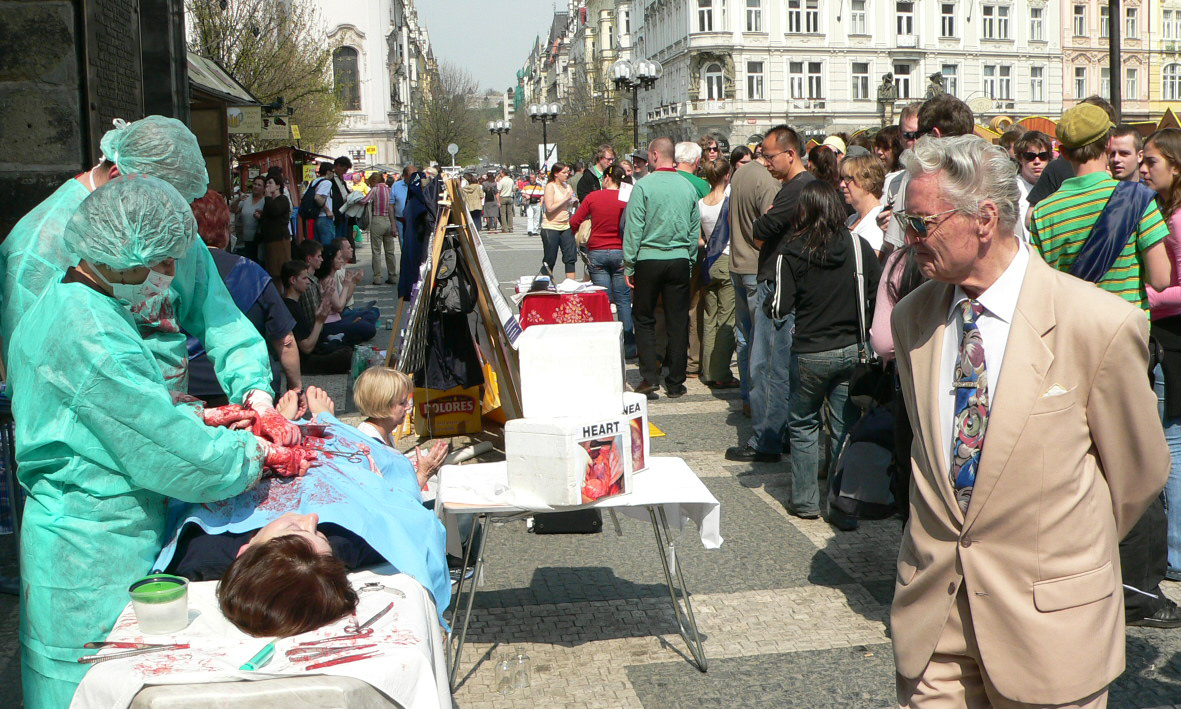
Simulace odebírání orgánů živým praktikujícím Fa-lun-kungu v čínských vězeních, na protestní akci v Praze, Staroměstské náměstí

V roce 2006 publikoval deník The Epoch Times sérii investigativních článků, uvádějících, že čínské vojenské nemocnice ve spolupráci s pracovním táborem Su-ťia-tchun v severovýchodní Číně, provincii Liao-ning, ve městě Šen-jang, zneužívají vězně svědomí z duchovního hnutí Fa-lun-kung (Falun Gong), jako nedobrovolné dárce orgánů ke komerčním transplantacím. Obvinění se nepotvrdila a čínský režim je popřel. V tomtéž roce provedli bývalý kanadský státní tajemník David Kilgour a advokát David Matas na žádost nevládní organizace CIPFG vlastní nezávislé vyšetřování obvinění, a následně agentuře Reuters i Českému rozhlasu potvrdili, že podle jejich závěrů jsou obvinění pravdivá a zneužívání vězňů svědomí z Fa-lun-kungu skutečně probíhá v řadě čínských nemocnic s vědomím čínského režimu. Kilgour a Matas shrnuli své vyšetřování ve zprávě Krvavá sklizeň (Bloody Harvest, prvotní verze vyšla r. 2006, přepracovaná v r. 2007). Čínský režim závěry zprávy opakovaně popřel v červenci 2006 a dubnu 2007, trval na tom, že Čína se řídí principy Světové zdravotnické organizace, které zakazují prodej lidských orgánů bez písemného souhlasu dárců, zároveň však neposkytl žádné statistiky či údaje, které by zprávu vyvrátily. Zpráva byla v Rusku a Číně zakázána.
Obvinění opakovaně projednával Evropský parlament (2006, 2008, 2010 a 2013) a následně také Ministerstvo zahraničí USA (2012) a Kongres USA (2014). Tyto instituce uznaly předložené důkazy jako důvěryhodné a schválily rezoluce vyzývající čínský režim k neprodlenému ukončení praktik, započetí nezávislého vyšetřování, propuštění vězněných následovníků Fa-lun-kungu a stíhání viníků. Obvinění byla nyní rozšířena také o informace, že stejným způsobem jsou podle vyšetřovatelů zneužívány další skupiny čínských vězňů svědomí – křesťané, Tibeťané a Ujgurové.
Od roku 2006 žádalo několik zvláštních zpravodajů OSN čínskou vládu o podání vysvětlení ke vzneseným obviněním a o jejich vyvrácení. V listopadu 2008 vznesla kritiku vůči nedostatečné evidenci transplantací v Číně také OSN a ve své zprávě vyzvala Čínu, aby provedla nezávislé vyšetřování tvrzení, že byli někteří následovníci Fa-lun-kungu mučeni a že jim byly násilně odebrány tělesné orgány, anebo pověřila vyšetřováním třetí stranu. Dále, aby přijala opatření, jež by odhalila zodpovědné osoby a vedla k jejich trestnímu stíhání.
Čínské úřady v odezvě na žádosti OSN informace nepředložily a popřely, že by měly jakékoliv statistiky transplantací orgánů za období 2000–2005. Dále prohlásily, že data, z nichž zpráva OSN vychází, pocházejí z knihy Krvavá sklizeň od Kilgoura a Matase a nejsou doložená. Možnost nezávislého vyšetřování čínský režim nepřipustil. Čínské úřady dále sledují členy hnutí i v zahraničí, roku 2025 byly potvrzeny případy nedobrovolné repatriace vyznávajících Číňanů například z Malajsie.

## Hnutí v kultuře
Český religionistický portál Dingir přinesl na webu Náboženský infoservis informace o filmu Věčné jaro, zobrazujícím akci členů hnutí v Číně, kdy pronikli do vysílání státní kabelové televize, aby zde vysílali informace o své meditační praxi. V České republice je uvedení filmu plánováno v závěru dubna 2025 v Praze a Olomouci. Distributor Atlas Cinema dal na svůj web materiály k filmu pro kina a média, https://www.atlascinema.com/ , https://www.csfd.cz/film/1158980-vecne-jaro/prehled/

## Hnutí v Česku
Praktikující se nacházejí i v České republice. Jedná se o příznivce hnutí mezi českými občany, ale podle různých zdrojů i o uprchlíky z Číny. Pozornost vzbudily různé petiční akce i prezentace hnutí v Poslanecké sněmovně. Hnutí pořádalo i veřejné akce a pochody.

## Kontroverze
Hnutí je známé svojí opozicí vůči Komunistické straně Číny, šířením názorů proti evoluci, homosexualitě, feminismu, odmítání moderní medicíny a za další postoje, jež jsou označované za „ultrakonzervativní“. 
Fa-lun-kung také vlastní časopis The Epoch Times, který je široce známý jako politicky krajně pravicový a získal si pozornost v USA za šíření konspiračních teorií jako například Qanon, dezinformace o vakcínách, a produkováním reklam pro bývalého prezidenta USA, Donalda Trumpa. Také na sebe upozornil v Evropě propagováním krajně pravicových politiků, zejména ve Francii a v Německu.
Religionista docent Zdeněk Vojtíšek uvádí, že existují výhrady zakladatele Fa-lun-kungu k homosexualitě, feminismu a míšení ras. O míšení ras hovoří z hlediska duchovního původu každé rasy, který má (podle toho, jak někteří chápou jeho učení) základ u různých božstev, jež vytvořila různé lidské rasy ke svému obrazu – bílí bohové, černí bohové, žlutí bohové a další – a z tohoto hlediska může mít smíšení ras určitý dopad v duchovní sféře; tvrdí však, že on může míšencům tento stav napravit.